# Krzycki Rów
Krzycki Rów – rzeka w województwach wielkopolskim, dolnośląskim i lubuskim, prawy dopływ Odry o długości 74,34 km.
Źródła na Wysoczyźnie Leszczyńskiej koło wsi Krzycko Małe w gminie Święciechowa wypływa z jeziora Krzycko, ujście do Odry naprzeciw Nowej Soli.